# Rifugio Larcher
Il rifugio Guido Larcher è un rifugio alpino situato nel gruppo Ortles-Cevedale.
Il rifugio, che è intitolato al senatore trentino Guido Larcher, è raggiungibile dal centro abitato di Cogolo, nel comune di Peio, seguendo le indicazioni per Malga Mare, mediante una strada carrozzabile lunga 10 km. Da Malga Mare il rifugio dista due ore di buon cammino in alta montagna con 600 metri di dislivello dal punto di partenza.
Il rifugio offre un minimo di servizi essenziali e possiede un bivacco aperto per tutto l'anno. In condizioni particolari il rifugio è aperto in primavera per la pratica dello sci alpinismo.
Il rifugio non accoglie ospiti con cani al seguito.

## Ascensioni
- Monte Cevedale - 3.769 m
- Palon de la Mare - 3.703 m
- Cima Venezia - 3.386 m
- Cima Marmotta (Köllkuppe) - 3.330 m
- Punta Martello (Hintere Schranspitze) - 3.357 m

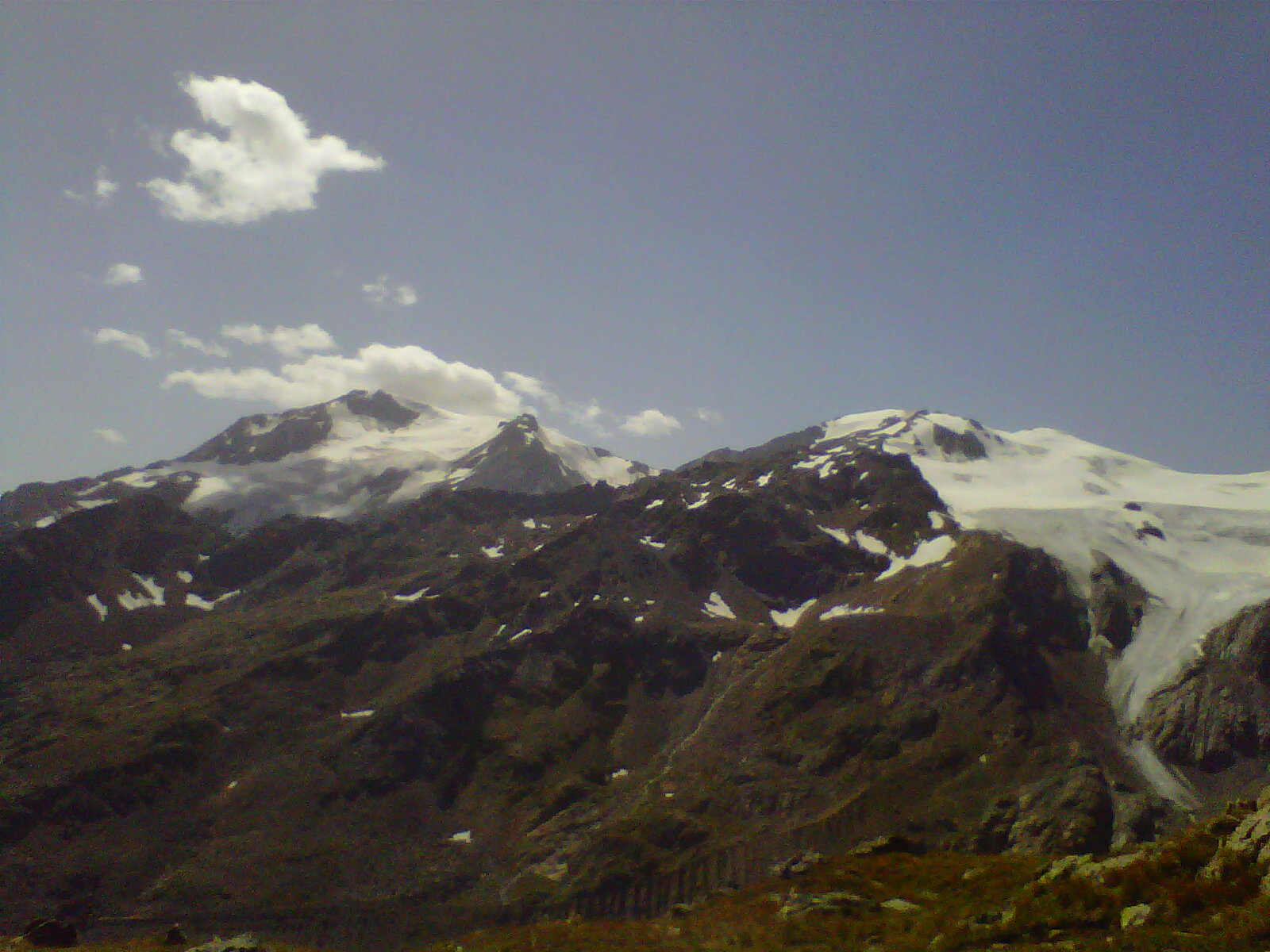
Una foto scattata da poco sopra il rifugio Guido Larcher, da Cima Nera, sul monte Vioz, Palon de la Mare e Cevedale

- Cima Nera - 3.037 m